# Rechnitzer János
Rechnitzer János (Hédervár, 1952. június 5. – 2023. június 22.) magyar közgazdász, regionális kutató, az Akadémiai Díj kitüntetettje (2017), a Széchenyi István Egyetem egyetemi tanára, a Regionális- és Gazdaságtudományi Doktori Iskola vezetője, a Közgazdaság- és Regionális Tudományi Kutatóközpont (KRTK) tudományos tanácsadója. 2021-től  emeritus professzor, illetve kutatóprofesszor emeritus.

## Életpályája
Tanulmányait Győrben folytatta, és a Révai Miklós Gimnáziumban érettségizett 1970-ben. Felvételt nyert az 1971/72-es tanévtől a Marx Károly Közgazdaságtudományi Egyetem Kihelyezett Nappali Tagozatára Pécsre (ma: Pécsi Tudományegyetem Közgazdaságtudományi Kar), s egy esztendőt katonai szolgálattal töltött Kalocsán. Egyetemi tanulmányait 1975-ben fejezte be ipari tervező-elemző szakon, jó minősítéssel. Ugyanezen év szeptemberében tudományos segédmunkatársként alkalmazást nyert az MTA Dunántúli Tudományos Intézetébe, ahol 1982-ig dolgozott tudományos munkatársként. 1982-1986 között a Pollack Mihály Műszaki Főiskola (ma: Pécsi Tudományegyetem Műszaki és Informatikai Kar) gazdasági igazgatója, majd főiskolai docense. 
1986-ban visszatért az MTA Regionális Kutatások Központjába (MTA RKK) tudományos főmunkatársként, és kinevezést kapott az MTA RKK Észak-dunántúli Osztálya megszervezésére. Az Osztály 1995-ben intézeti rangot kapott, s az MTA RKK Nyugat-magyarországi Tudományos Intézetének igazgatójává nevezték ki, amit 2007. december 31-ig látott el. 2002-ben felkérést kapott az újonnan alakult Széchenyi István Egyetem Jog- és Gazdaságtudományi Kar dékáni tisztére, amit 2008-ig töltött be, már egyetemi tanárként (2000). 
2004-ben megalapította a Széchenyi István Egyetem Multidiszciplináris Társadalomtudományi Doktori Iskoláját. Vezetője volt az egyetem Társadalomtudományi Tanszékének (2002), majd annak átalakulása után a Regionális-tudományi és Közpolitikai Tanszéknek 2017-ig. 2008-ban felkérést kapott a Széchenyi István Egyetem tudományos rektor-helyettesi posztjára, amit 2012-ig töltött be. A Széchenyi István Egyetem Regionális- és Gazdaságtudományi Doktori Iskola (RGDI) vezetője volt (2008-2020). Az ELKH Közgazdaság- és Regionális Tudományi Kutatóközpont Regionális Kutatások Intézete Nyugat-magyarországi Tudományos Osztály tudományos tanácsadója (2006-2020). 2021-től professzor, illetve kutatóprofesszor emeritus. 2022-től Felsőfokú Tanulmányok Intézete (Kőszeg) tudományos tanácsadó.
Első felesége dr. Törőcsik Mária közgazdász volt. Második felesége Gyimesi Edit (?–2025) gyógyszerész, három lánya Dóra (1974) jogász, Szilvia (1975) közgazdász, Zsófia (1988) művészeti tanácsadó, unokái Zolnai Sámuel (2003), Hárságyi Janka (2004), Zolnai Róza (2005), Hárságyi Tamara (2006), Hárságyi Soma (2016), Jancsó Mihály (2019), Jancsó Luca (2022).
Hobbija a kortárs magyar és külföldi geometrikus, konkrét műalkotások gyűjtése.

## Munkássága
Egyetemi doktori disszertációját a területi ágazati kapcsolatok mérlegéből (TÁKM) védte meg (JPTE, 1978), ezzel nyerte el az Akadémia Ifjúsági díját (MTA, 1979). A témát kibővítette a TÁKM különféle becslési eljárásaival, valamint elsőként állított össze területi mérleget, amiben a környezeti (légszennyeződés) hatásokat elemezte, ezzel pályázta meg a közgazdaság-tudomány kandidátusa címet (TMB, 1985). Továbbiakban tudományos munkásságának fókuszába az innovációk területi összefüggései kerültek, ennek az elméleti és gyakorlati eredményeit foglalta össze az akadémiai doktori disszertációjában (A térszerkezetet alakító innovációk. Az innováció-orientált regionális politika alapelemei) (földrajztudomány doktora, TMB, 1995). 
Habilitált doktor közgazdaság-tudományból (JPTE, 1999). Tudományos munkásságának főbb irányai: területi tervezés (1996-2002), határ menti együttműködés, határgazdaságtan (1988-1998), területi politika elmélete és gyakorlata, az átmenet területi folyamatai (1999-2011), a városhálózat innovációs potenciálja, területi innovációs politika (2004-2012), a területi tőke és a városfejlődés kapcsolata (2014-től), autonóm járművek gazdasági és társadalmi hatásai (2016-tól), Kelet-Közép-Európa nagyvárosok fejlődése (2018-tól). Oktat egyetemen és több doktori képzésben, tantárgyai: regionális gazdaságtan, területi politika. Témavezetője volt 22 főnek, akik PhD (kandidátus) tudományos fokozatot nyertek el.
Közel 300 tudományos közlemény szerzője, ebből 55 könyvben jegyezték szerzőként, szerkesztőként. Önálló műve nyolc könyv, ebből három idegen nyelven, míg társszerzővel magyar nyelven hét, idegen nyelven két könyvet jelentetett meg, a többi szerkesztésében vett részt. Tudományos közleményeire közel 3.000 hivatkozás történt.
A regionális tudomány aktív szervezője, az MTA IX. Osztálya Regionális Tudományok Bizottsága tagja, titkára (1993-1996), alelnöke (1996-1997), elnöke volt (1997-2008, 2015-2017). MTA közgyűlési képviselő volt (2004-2006, 2010-2013), számos MTA fórumon és bizottságban képviselte a regionális tudományokat. A Magyar Regionális Tudományi Társaság elnöke (2011- 2017), majd tiszteletbeli elnöke (2017-től). A Tér és Társadalom folyóirat főszerkesztője (1994-2010), szerkesztő bizottság tagja (2010-től), ezt a funkciót több folyóiratnál is betölti (Tér – Gazdaság – Ember 2009-, Deturope 2018-, City.hu 2021-től). A Dialóg Campus Kiadó Studium Regionum könyvsorozat szerkesztő bizottságának elnöke (2016-tól), ugyancsak elnöke az Enyedi György Regionális Tudományi Alapítványnak (2016-tól). A Bethlen István Kutatóközpont tudományos tanácsának elnöke (2017-től).

## Díjai, elismerései
- a Magyar Érdemrend tisztikeresztje (Áder János államfő, 2022)[5]
- Regionális Tudományért Díj (Magyar Regionális Tudományi Társaság, 2018)
- Akadémiai Díj (MTA, 2017)
- Győr Megyei Jogú Város Díszpolgára (Győr megyei jogú Város, 2014)
- Miskolci Egyetem Tiszteletbeli Doktora (doktor honoris causa, Dr. h.c.) (Miskolci Egyetem, 2009)
- Kari Díj (Széchenyi István Egyetem Kautz Gyula Gazdaságtudományi Kar, 2008)
- A Magyar Köztársasági Érdemrend lovagkeresztje (2009)
- Deák Ferenc Kutatási Díj (Pro Renovanda Cultura Hungariae Alapítvány, 2008)
- Pro Régió (A Regionális Fejlesztésért és Felzárkózásért Felelős Tárca nélküli Miniszter, 2004)
- Címzetes egyetemi tanár (Szent István Egyetem, 2001)
- Gróf Széchenyi Ferenc Tudományos Díj (Győr-Moson-Sopron megyei Önkormányzat, 1994)
- Pro Geografia (Magyar Földrajzi Társaság, 1992)
- Ifjúsági Díj (MTA, 1979)

## Főbb publikációi

### Könyvek, könyvfejezetek, tanulmánykötetek
- Az önvezető járművek világa. Társadalmi hatások és kihívások (társszerk. Csizmadia Zoltán). Budapest, Akadémiai Kiadó. 2022 (ISBN 978 963 454 649 8)
- Együtt nagyok. Város és vállalat 25 éve (Fekete Dávid társszerző) Budapest;  Dialóg Campus Kiadó. 2019. (ISBN 978-615-6020-17-8)
- A területi tőke a városfejlődésben: A Győr-kód. Budapest; Pécs Dialóg Campus.  Kiadó, 2016. 270 p. (Studia regionum; Dialóg Campus szakkönyvek) (ISBN 978-615-5376-84-9)
- A járműipar és regionális versenyképesség: Nyugat- és Közép-Dunántúl a kelet-közép-európai térségben. (Szerk. Smahó Melindával). Győr: Universitas-Győr Nonprofit Kft., 2012. 386 p. (ISBN 978-963-9819-91-7)
- Területi politika (Smahó Melinda társszerző) Budapest: Akadémiai Kiadó, 2011. 456 p. (Modern regionális tudomány szakkönyvtár) (ISBN 978-963-05-9044-0)
- A regionális tudomány két évtizede Magyarországon. (Szerk. Lengyel Imrével) Budapest: Akadémiai Kiadó, 2009. 468 p. (Modern regionális tudomány szakkönyvtár) (ISBN 978-963-05-8675-7)
- Uniregio: Universitäten in der grenzüberschreitenden Zusammenarbeit. (Smahó Melinda társszerző) Pécs; Győr: MTA Regionális Kutatások Központja (MTA RKK), 2007. 292 p.
- Nyugat-Dunántúl. (szerk.) Budapest; Pécs: MTA Regionális Kutatások Központja; Dialóg Campus Kiadó, 2007. 454 p. (A Kárpát-medence régiói; 5.) (ISBN 978 963 7296 93 2)
- Regional Characteristics of Human Resources in Hungary During the Transition. (Smahó Melinda társszerző) Pécs: Centre for Regional Studies of the Hungarian Academy of Sciences, 2006. 75 p. (Discussion Papers; 50.) (ISBN 963-9052-59-0)
- Régiók és nagyvárosok innovációs potenciálja Magyarországon. (szerk. Grosz Andrással) Pécs; Győr: MTA Regionális Kutatások Központja (MTA RKK), 2005. 303 p. (ISBN 963 9052 41 8)
- A humán erőforrások regionális sajátosságai az átmenetben. (Smahó Melinda társszerző) Budapest: MTA Közgazdaságtudományi Intézet (KTI), 2005. 83 p. (KTI Könyvek; 5.) (ISBN 963 9588 36 9 ISSN 1786-5476)
- Regionális gazdaságtan. (Lengyel Imre társszerző) Budapest; Pécs: Dialóg Campus Kiadó, 2004. 391 p.
- (ISBN 963-9542-46-6)
- A területi stratégiáktól a monitoringig (módszertan, gyakorlati praktikumok). (Lados Mihály társszerző) Budapest; Pécs: Dialóg Campus Kiadó, 2004. 364 p. (Studia regionum; Dialóg Campus tankönyvek) (ISBN 963-9542-18-0)
- (Mű)gyűjteni, de hogyan? Egy csodálatos szenvedély anatómiája és technológiája. Régió Art Kiadó, Győr. 2002. (ISBN 963-204-686-2)
- Magyarország területi szerkezete és folyamatai az ezredfordulón. (Szerk. Horváth Gyulával) Pécs: MTA Regionális Kutatások Központja (MTA RKK), 2000. 615 p. (ISBN 963-9052-18-3)
- Regionális innovációs stratégiák. (Dőry Tibor társszerző) Budapest: Oktatási Minisztérium, 2000. 112 p.
- (ISBN 963-00-3628-2)
- The Features of the Transition of Hungary's Regional System. Pécs: Centre for Regional Studies of the Hungarian Academy of Sciences, 2000. 54 p. (Discussion Papers; 32.)
- A területi stratégiák. Budapest; Pécs: Dialóg Campus Kiadó, 1998. 345 p. (Studia regionum Dialóg; Campus szakkönyvek; 12.)
- Fejezetek a regionális gazdaságtan tanulmányozásához. (Szerk.) Győr; Pécs: MTA Regionális Kutatások Központja (MTA RKK), 1994. 252 p. (ISBN 963-8371-97-8)
- Szétszakadás vagy felzárkózás? A térszerkezetet alakító innovációk. Győr: MTA RKK Észak-dunántúli Osztály, 1993. 207 p. (ISBN 963 8371 83 8)
- A számítástechnika területi terjedése Magyarországon. Budapest: TS 2/2. Program Iroda, 1990. 86 p. (A terület- és településfejlődés társadalmi-gazdasági folyamatai Magyarországon; 12.)
- Térszerkezeti vizsgálatok az Észak-Dunántúlon. (Szerk. Sas Bélával) Pécs: MTA Regionális Kutatások Központja (MTA RKK), 1987. 250 p. (Az MTA Regionális Kutatások Központja Kutatási Eredményei; 6.) (ISBN 963 8371 39 0)

### Jelentősebb folyóiratcikkek
- A magyar autóipar helyzete nemzetközi tükörben. (Hausmann R., Tóth T.) HITELINTÉZETI SZEMLE / FINANCIAL AND ECONOMIC REVIEW 16:(1) pp. 119-142. (2017)
- A jövő terei, a tér jövője. MAGYAR TUDOMÁNY 177:(8) pp. 922-936. (2016)
- Elmozdulások és törésvonalak Kelet-Közép-Európa térszerkezetében. TÉR ÉS TÁRSADALOM 30:(4) pp. 36-53. (2016)
- Territorial Competitiveness in Central and Eastern Europe. (Tamas T.) JOURNAL OF BUSINESS ADMINISTRATION RESEARCH 3:(1) pp. 96-106. (2014)
- A magyar városhálózat stabilitása és változása. (Páthy Á., Berkes J.) TÉR ÉS TÁRSADALOM 28:(2) pp. 105-127. (2014)
- The Competitiveness of Regions in the Central European Transition Countries (Lengyel I.) MACROTHEME REVIEW: A MULTIDISCIPLINARY JOURNAL OF GLOBAL MACRO TRENDS 2:(4) pp. 106-121. (2013)
- Ingredients for the drawing of East-Central Europe's spatial structure. GEOPOLITICS IN THE 21ST CENTURY 2:(3) pp. 109-121. (2012)
- A régiók a magyar területi politikában. JOG ÁLLAM POLITIKA: JOG- ÉS POLITIKATUDOMÁNYI FOLYÓIRAT 2:(2) pp. 3-25. (2010)
- A felsőoktatás térszerkezetének változása és kapcsolata a regionális szerkezettel. EDUCATIO 18:(1) pp. 50-63. (2009)
- A regionális fejlődés erőforrásainak átrendeződése, új súlypont: a tudás. In: Lukovics M, Lengyel I (szerk.)
- Kérdőjelek a régiók gazdasági fejlődésében. 308 p. Szeged: JATEPress Kiadó, 2008. pp. 13-25. (ISBN 978-963-482-893-8)
- Az európai regionális politika és városfejlődés. MAGYAR TUDOMÁNY 168:(6) pp. 692-703. (2007)
- A társadalomtudomány új ága: a regionális tudomány. MAGYAR TUDOMÁNY 168:(12) pp. 1580-1589. (2007)
- Az osztrák-magyar határ menti együttműködés múltja, jelene. TÉR ÉS TÁRSADALOM 19:(2) pp. 7-29. (2005)
- Tükör által nem elhomályosítva (a posztmodern, a paradigmák, a main stream és a csábítás ördöge a regionális tudományban). TÉR ÉS TÁRSADALOM 19:(3-4) pp. 1-12. (2005)
- A városhálózat és a régiók formálódása. MAGYAR TUDOMÁNY 49(111):(9) pp. 978-990. (2004)
- Csizmadia Z., Rechnitzer J., Dőry T.
- Az ipari parkok innovációs szolgáltatásait segítő intézmény- és informatikai rendszerek jellemzői. (Csizmadia Z, Dőry T.) TERÜLETI STATISZTIKA 42:(4) pp. 342-358. (2002)
- A városhálózat az átmenetben, a kilencvenes évek változási irányai. TÉR ÉS TÁRSADALOM 16:(3) pp. 165-183. (2002)
- A halogatott regionalizáció, mint a területi politika sajátossága az átmenetben. TÉR ÉS TÁRSADALOM 15:(2) pp. 3-25. (2001)
- Der Zusammenarbeit der grenzüberschreitenden Regionen Ungarns als neue Richtung der Regionalpolitik
- ÖSTERREICH IN GESCHICHTE UND LITERATUR MIT GEOGRAPHIE 45:(1-2) pp. 50-64. (2001)
- Az állami vagyon magánosításának területi dimenziói. TÉR ÉS TÁRSADALOM 13:(3) pp. 101-120. (1999)
- Eurorégió vázlatok a magyar-osztrák-szlovák határmenti térségben. TÉR ÉS TÁRSADALOM 11:(2) pp. 29-54. (1997)
- A regionális folyamatok sajátosságai és jövőbeli fejlődési irányai. MAGYAR TUDOMÁNY 41:(11) pp. 1347-1360. (1996)
- Vázlatpontok a településmarketing értelmezéséhez és kidolgozásához. TÉR ÉS TÁRSADALOM 9:(1-2) pp. 5-16. (1995)
- Válság és megújítás a városhálózatban. MAGYAR TUDOMÁNY 37:(4) pp. 427-434. (1992)
- Az innovációterjedés lehetőségei és feltételei. TELEPÜLÉSFEJLESZTÉS 10:(2) pp. 33-42. (1990)
- Területi szempontok az ipar szerkezet-átalakításához. TÉR ÉS TÁRSADALOM 3:(2) pp. 49-75. (1989)
- Magyarország megyéinek jövedelemtermeléséről. (Lados M.) BANKSZEMLE 32:(3) pp. 51-57. (1988)
- Az innovációk térbeli terjedése a magyar mezőgazdaságban. (Enyedi Gy.) TÉR ÉS TÁRSADALOM 1:(2) pp. 31-48. (1987)
- Az intraregionális input-output modellek előállítása becslési eljárásokkal. TERÜLETI STATISZTIKA 33:(5) pp. 445-469. (1983)